# رشيد بوجدرة
رشيد بو جدرة ولد في 5 سبتمبر 1941 في عين البيضاء، هو روائي جزائري ذو توجه شيوعي ماركسي يكتب باللغتين العربية والفرنسية، ويعد من بين الوجوه الروائية الأساسية في الساحة الأدبية الجزائرية.

## نشأته
ولد رشيد بوجدرة عام 1941 في مدينة العين البيضاء. تلقى تعليمه الابتدائي في مدينة قسنطينة، تخرج من المدرسة الصادقية في تونس. قام بدراسة الفلسفة في الجزائر وباريس في جامعة السوربون . حصل على رخصة الفلسفة في عام 1965 وحصل على دورة دراسية لدعم درجة الدكتوراه من تأليف لويس فرديناند سيلين. تحصل أيضًا على رخصة الرياضيات من جامعة الجزائر.
في عام 1959، كان جزءًا من حملة مكافحة الاستعمار الفرنسي في الجزائر. طوبى، الرحلة في بلدان الشرق، ومن ثم إسبانيا، أو أنها تمثل جبهة التحرير الوطني.
بعد استقلال الجزائر سنة 1962 انضم إلى الحزب الشيوعي الجزائري . في عام 1965، بعد حصوله على جائزة قدرة هواري بومدين، من خارج الجزائر. انتهت إقامته لسنوات عديدة، حيث قضى عقوبة الإعدام.
اقام في باريس من 1969 إلى غاية 1972 وبالرباط من 1972 إلى غاية 1974 حيث عاد إلى الجزائر. وكان أستاذًا للفلسفة في مدرسة كولومييه، ثم انتقل إلى المغرب أو درس في الرباط جوسكوين 1975.
عمل في التعليم وتقلد مناصب كثيرة، منها أمين عام لرابطة حقوق الإنسان وفي سنة 1987 انتخب أميناً عاماً لاتحاد الكتاب الجزائريين لمدة 3 سنوات. وعند اندلاع العشرية السوداء في الجزائر ذهب رشيد بوجدرة إلى تيميمون وبقي فيها 7 سنوات لهدوئها وبعدها عن مناطق الاضطرابات.
وهو محاضر في كبريات الجامعات الغربية في اليابان والولايات المتحدة الأميركية. حائز على جوائز كثيرة، من إسبانيا وألمانيا وإيطاليا.

## مؤلفاته الروائية
على مدى 50 عاما كتب رشيد بوجدرة 30 عملا من قصة، وشعر، وروايات، ومسرح، ومراسلات، ودراسات نقدية، منها 17 بالعربية:
- الإنكار 1972
  - ترجمة: صالح القرمادي،[3] المؤسسة الوطنية للاتصال والنشر والإشهار، الجزائر، 1984
- الحلزون العنيد 1977
  - ترجمة: هشام القروي،[4] المؤسسة الوطنية للاتصال والنشر والإشهار، الجزائر، 1984
- ضربة جزاء، 1981
  - ترجمة:مرزاق بقطاش، المؤسسة الوطنية للاتصال والنشر والإشهار، الجزائر، 1985
- المرث، 1984
- القروي
- العسس
- الإرثة
- التطليق 1969
- التفكك
- ليليات امرأة آرق
- ألف عام وعام من الحنين 1977
- الحياة في المكان
- تيميمون 1990
- فيس الكراهية 1991
- فوضى الاشياء 1991
- الرعن
- الجنازة 2003
- فندق سان جورج 2007
- شجر الصبار 2010
- الربيع 2015

## قصة إلحاده
استضيف الروائي رشيد بوجدرة في برنامج المحكمة الذي يبث على قناة الشروق الجزائرية، حيث سألته مقدمة البرنامج في أول سؤال إن كان ملحدًا وبقيت تكرر نفس السؤال إلى أن أجابها بأنه ملحد على سبيل الدعابة حسب قوله ، وهو ما أثار حملة كبيرة ضده من قبل الجزائريين، ليعود في اليوم التالي ويصرح للصحافة الجزائرية بأنه مسلم ويدافع عن الإسلام وبأن تصريحاته بأنه ملحد كانت بغرض الدعابة الثقيلة بعد الاستفزاز الزائد الذي تعرض له من مقدمة البرنامج التلفزيوني.
لكن قد قسم بأمه فقال <<قسما بأمي >>

## روابط خارجية
- رشيد بوجدرة على موقع IMDb (الإنجليزية)
- رشيد بوجدرة على موقع الموسوعة البريطانية (الإنجليزية)
- رشيد بوجدرة على موقع مونزينجر (الألمانية)
- رشيد بوجدرة على موقع قاعدة بيانات الأفلام العربية
- رشيد بوجدرة على موقع كينوبويسك (الروسية)